# Drosophila icteroscuta
Drosophila icteroscuta är en tvåvingeart som beskrevs av Wheeler 1949. Drosophila icteroscuta ingår i släktet Drosophila och familjen daggflugor.
Artens utbredningsområde är Mexiko.